# Silence (Batman)
Pour les articles homonymes, voir Silence (homonymie).
Silence (Hush) est un arc narratif publié dans le comics Batman mettant en scène le héros éponyme par DC Comics. Il est réalisé par Jeph Loeb au scénario et Jim Lee au dessin. Scott Williams s'est occupé de l'encrage et Alex Sinclair des couleurs. L'histoire nous fait découvrir le mystérieux Silence, qui semble tendre sans cesse des pièges à Batman. Elle fait intervenir de nombreux ennemis de la Chauve-souris et met l'accent sur la relation entre ce dernier et Catwoman.

## Histoire éditoriale
Batman : Silence est publié mensuellement dans les comics de la série Batman, du numéro 608 au 619 (octobre 2002 – septembre 2003) par DC Comics. Le premier numéro de l'arc narratif se place à la première place des précommandes du mois d'octobre 2002 avec 113 061 exemplaires.

## Synopsis
Batman vole au secours d'un garçon, dont le père est richissime, kidnappé par Killer Croc et Catwoman en profite pour voler la rançon du kidnapping. Batman se lance alors à sa poursuite mais sa corde est coupée. Il chute alors lourdement et un groupe de délinquants, profitant de sa faiblesse, l'agresse violemment mettant sa vie en danger. Il est sauvé par Huntress. Pour opérer l'homme chauve-souris, Alfred Pennyworth fait alors appel à un ami d'enfance de Batman, Thomas Eliott. L'opération est une réussite. Batman découvre alors que Poison Ivy manipule Catwoman et s'est servie d'elle pour voler la rançon. Il vole au secours de Selina Kyle. Une romance ambiguë se noue alors entre eux et Batman lui dévoile son identité. Il essaie ensuite d'interroger Killer Croc mais celui-ci s'évade. Batman se lance alors à sa poursuite, participe à sa capture, mais ne peut l'interroger.
Catwoman et Batman poursuivent Poison Ivy jusqu'à Metropolis où ils découvrent qu'elle a également pris le contrôle de Superman. Utilisant un anneau en kryptonite que Superman lui avait confié, Batman étourdit Superman pendant que Catwoman, conformément au plan imaginé par l'homme chauve-souris, laisse Lois Lane tomber depuis le toit du Daily Planet. Superman revient alors à lui, sauve Lois et va capturer Poison Ivy avec Batman et Catwoman.
Plus tard, à Gotham City, Bruce Wayne, Selina Kyle et le Dr Elliott assistent à l'opéra Pagliacci. Harley Quinn tente alors de dépouiller les spectateurs. Dans la lutte qui s'ensuit, le Dr Eliott est apparemment tué par le Joker. Batman, se remémorant à cette occasion tous les crimes du Joker, perd alors son sang froid et tente de le tuer pour mettre fin à ses crimes. Il assomme Catwoman qui tente de le stopper mais se rend aux arguments de James Gordon. Lors des funérailles du Dr Eliott, Batman dit à Dick Grayson qu'il croit possible que quelqu'un tire les ficelles de tout cela. En arrière-plan des scènes de crimes, on peut voir un homme avec le visage bandé qui semble avoir tout organisé.
Après avoir mis en échec une attaque de fourgon blindée par le Sphinx, Dick Grayson et Batman découvrent que Ra's al Ghul est également impliqué dans ce que Batman considère désormais comme une machination de grande envergure. Il kidnappe la fille de Ra's, Talia, une de ses anciennes amantes. Il confie sa garde à Catwoman et se met à la recherche de Ra's qui, après avoir été défait par Batman, lui confie qu'une ancienne connaissance de ce dernier a récemment utilisé le puits de Lazare. Catwoman est battue par Lady Shiva, envoyée au secours de Talia, mais Talia met Shiva KO et aide Catwoman à reprendre ses esprits et à prévenir Batman. De retour à Gotham, Batman voit Catwoman attaquée par une Huntress qui a momentanément perdu ses esprits. Il l'assomme mais est ensuite attaqué par le responsable de l'état de Huntress, Épouvantail. Il défait celui-ci. Il découvre ensuite que le Robin actuel, Tim Drake, a été attaqué par un ancien Robin (alors officiellement mort), Jason Todd. Alors que Batman combat Jason, il se rend compte que ce dernier est en fait Gueule d'argile.
Batman découvre ensuite un mouchard dans son ordinateur, ce qui l'amène à rechercher l'aide de son vieil ami, Harold Allnut. Tard dans la nuit, il rencontre Harold. Celui-ci admet que quelqu'un a réparé son visage en échange de l'installation du mouchard mais il est tué par le responsable de la conspiration, Silence, avant qu'il ne puisse dévoiler son identité. On découvre que Thomas Elliott est celui qui a tiré et que c'est lui qui se cache derrière les bandages.

## Personnages

### Personnages secondaires

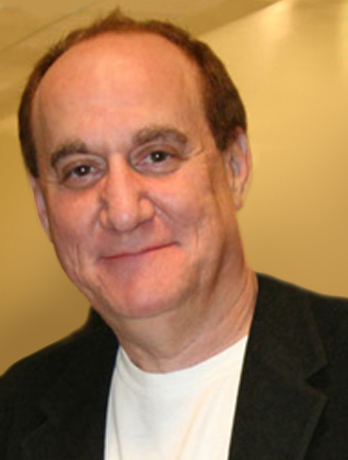
Jeph Loeb en 2007

#### Gotham City
- Alfred Pennyworth
- Oracle / Barbara Gordon
- Nightwing / Dick Grayson
- Harold Allnut
- Robin / Tim Drake
- Huntress / Helena Bertinelli
- Jim Gordon
- Leslie Thompkins
- Killer Croc
- Poison Ivy
- Harley Quinn
- Le Joker
- L'Épouvantail
- Gueule d'argile
- Double-Face
- Ra's al Ghul
- Talia al Ghul

#### Métropolis
- Lois Lane
- Perry White
- Lex Luthor

## Suite et conséquences

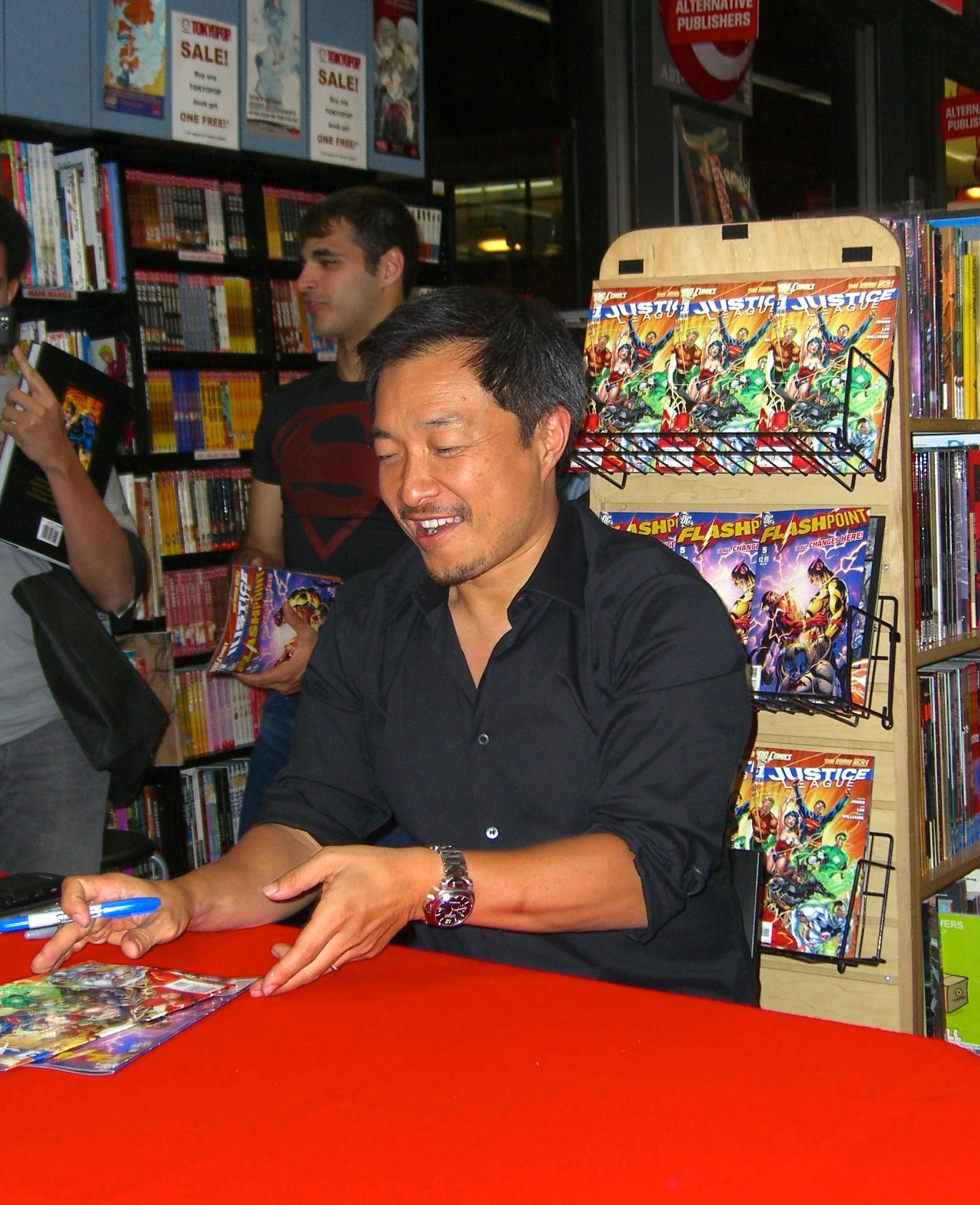
Jim Lee en 2011, à Midtown Comics.

Après le succès de ce comics, Lee et Loeb étaient pressentis pour en écrire une suite, ce qui ne se concrétisa pas. La suite de Batman : Silence fut réalisée par A.J. Lieberman avec Batman: Gotham Knights.
Dans Batman: Under the Hood, il est révélé que Batman se battait en fait contre le vrai Jason Todd, qui échangea ensuite sa place avec Gueule d'argile. Todd est désormais connu sous le nom de Red Hood. Batman avait suspecté qu'il le suivait depuis lors. Dans le cadre du comics As the Crow Flies, Jason se dévoile et kidnappe le Joker. À partir de là, il ne devient pas seulement un problème pour Batman mais entre en conflit avec les Teen Titans, les Outsiders et Green Arrow.
Dans le même temps, l'homme chauve-souris a désespérément essayé de joindre Jason dans un ultime effort pour atténuer les conséquences de ses erreurs. Après Infinite Crisis, le Sphinx passe un an dans le coma et oublie avoir su un jour que Bruce Wayne est en fait Batman.
La trame de « Batman : Silence » fut reprise par Paul Dini et Dustin Nguyen dans leur comics, Le Cœur de Silence (Heart of Hush). Dans ce dernier, bien reçu par la critique, Silence revient pour se venger de Batman en se servant de Catwoman. Il utilise la chirurgie esthétique pour ressembler à Bruce Wayne.
L'origine du personnage de Silence est décrite dans Detective Comics no 846-847.

## Accueil et critique
Le site IGN classe Batman: Silence à la 11e place sur sa liste des « 25 meilleurs romans graphiques de Batman », indiquant également que les dessins de Jim Lee sur cet ouvrage pourraient être son meilleur travail à cette époque.

## Éditions

### Éditions américaines
Le récit est proposé en édition reliée sur deux tomes dès 2003. L'intégrale sort en 2005, tandis qu'en 2011 sort la version Unwrapped, une version en noir et blanc mettant en valeur les dessins de Jim Lee.
- avril 2003 : Hush 1 (contient no 608 à 612)[3]
- décembre 2003 : Hush 2 (contient no 613 à 619)[4]
- septembre 2005 : Absolute Batman: Hush
- juillet 2011 : Batman: Hush Unwrapped Deluxe Edition

### Éditions françaises
La version française est proposée l'année même de sa sortie américaine dans le magazine Batman de Semic. 
- 2003-2004 : Hush : pré-publication dans le magazine Batman no 1 à 9 (Semic)
- 2004-2005 : Silence (Semic, collection Semic Books) : première édition reliée en français en 3 volumes
- 2010 : Silence (Panini Comics, collection DC Icons) : réédition en 1 volume
- mai 2013 : Silence (Urban Comics, collection DC Essentiels) : correspond à la version Absolute américaine, accompagnée de 80 pages de bonus
- 2014 : Silence (Urban Comics, version noir et blanc, spécial 75 ans)
- 2015 : Silence (Eaglemoss Collections, Collection DC Comics - Le meilleur des super-héros) : réédition en 2 volumes (1er volume : Batman no 608-613)

## Adaptation
Le comics a été adapté en film d'animation. Intitulé Batman : Silence, il est réalisé par Justin Copeland et sort en direct-to-video le 6 août 2019.